# Richard J. Finnegan
Pour les articles homonymes, voir Finnegan.
Richard James Finnegan, né le 5 septembre 1884 à Chicago et mort le 6 mai 1955 à Evanston, est un journaliste américain.

## Biographie
Dans sa jeunesse, Finnegan travaille comme garçon de bureau pour le Chicago Chronicle. Il couvre alors l'incendie du Théâtre Iroquois en 1903 et est récompensé de ce reportage en obtenant un emploi de journaliste permanent. Il est engagé ensuite au Chicago Inter Ocean, où il exerce durant deux années tout en étudiant le soir le droit. Il rejoint le Chicago Daily Journal dont il devient le rédacteur en chef en 1916.
Lorsque le propriétaire Samuel Emory Thomason vend le journal au Chicago Daily News en 1929 (tout en conservant le bâtiment et l'équipement du journal), il rejoint Thomason pour fonder le premier tabloïd de Chicago, le Chicago Daily Times. En 1948, il contribue à la fusion de ce journal avec le Chicago Sun pour former le Chicago Sun-Times où il reste jusqu'à sa mort en 1955.